# Lacul Scutari

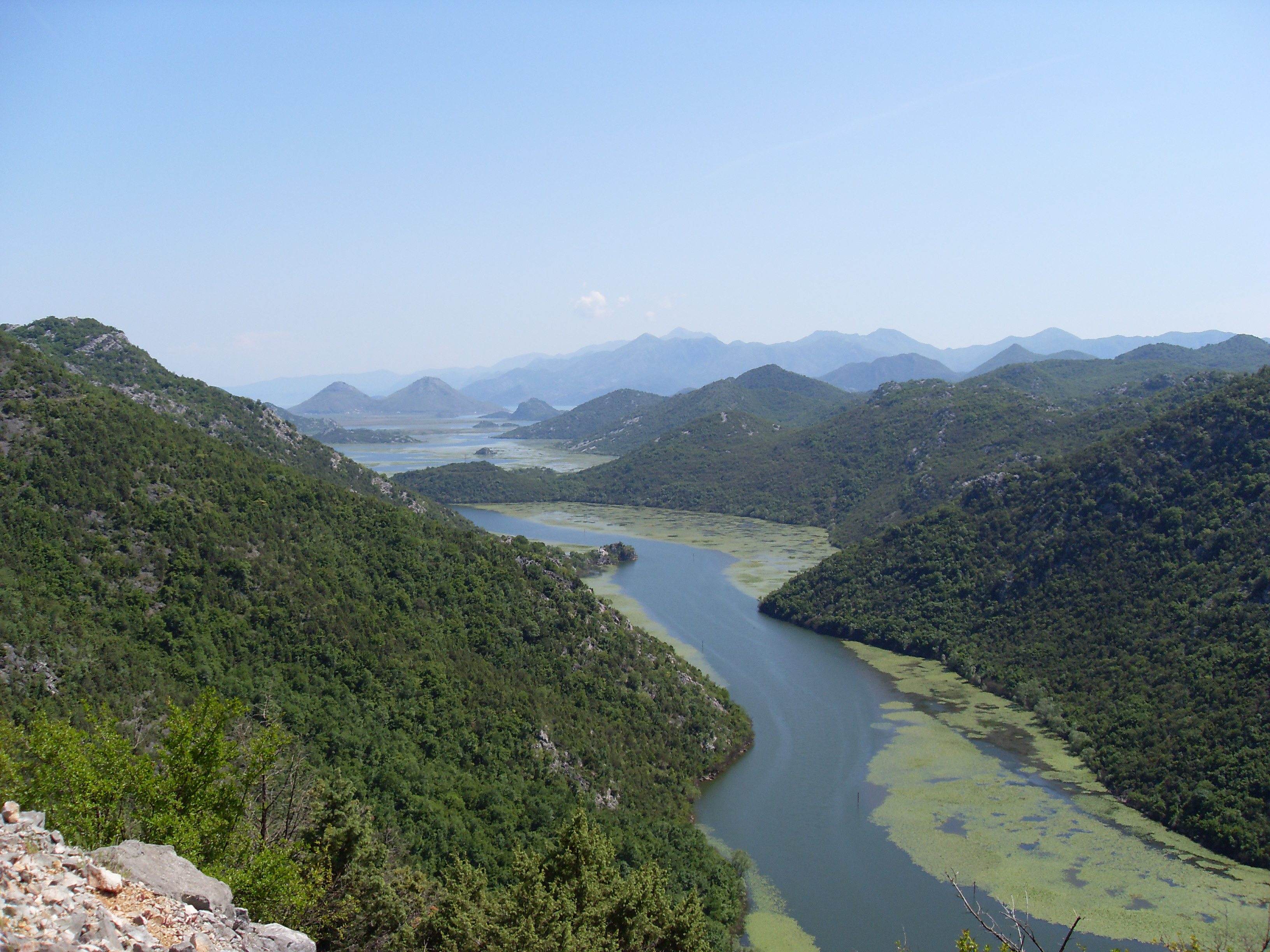
Lacul Scutari

Lacul Scutari  (Skadar, Scadar, Shkodrës, Skadarsko Jezero / Скадарско језеро) este cel mai mare lac cu apă dulce din Peninsula Balcanică, amplasat între Albania și Muntenegru (148 km² în Albania și 220 km² in Muntengru), la 20 de km de Marea Adriatică. În 1983, partea muntenegreană a lacului, cu o suprafață de 4000 ha, a fost declarată Parc Național. Din 1996, partea albaneză a lacului este înscrisă ca rezervație pe lista zonelor umede de importanță internațională a Convenției de la Ramsar (1971).
Lacul s-a format într-o criptodepresiune, adică o depresiune în interiorul continentului, cu fundul sub nivelul oceanului, umplută de apele unui lac adânc. Acele părți ale lacului aflate sub nivelul mării se numesc izvoare sublacustre sau ochiuri (“oka”). Până în prezent au fost descoperite 30 de astfel de ochiuri. Cel mai adânc se află la 60 m sub nivelul lacului și poartă numele Radus. Alte ochiuri sunt Karuc (28 m adâncime), Volac (24 m adâncime), Krnjicko (24 m adâncime), Djukovo, Kaludjerovo, Bazugursko, Bljaca, Vaskaund etc.
Lacul Scutari are lungimea de 48 km, lățimea maximă de 14 km și se întinde pe o suprafață medie de 475 km², care este minimă vara (370 km²) și maximă iarna (540 km²). Adâncimea medie a lacului este de 8 m, în timpul verii. 

Insula Grmožur cu ruinele fortăreţei

Malul nordic al lacului este un ținut mlăștinos întins. Principalul râu care alimentează lacul este Morača care se varsă în lac pe malul muntenegren și asigură 60 % din cantitatea de apă primită de lac. Alte râuri care se varsă în lac sunt Karatuna, Bazagurska, Crnojevic și Orhavstica, ceea ce face ca în cursul unui an apa lacului să fie înlocuită în totalitate de peste două ori.
Lacul deversează în Marea Adriatică prin râul Bojana (Buna). Principalele insule ale lacului sunt: Beška, Moračnik, Starčevo și Grmožur.
Climatul este submediteranean, cu ierni blânde și ploioase. În ianuarie, temperatura medie a apei este de 7,3 °C. Verile sunt secetoase și fierbinți, cu temperaturi ce depășesc adesea 40 °C, temperatura apei ajungând la peste 27 °C. Temperatura medie anuală a aerului este de 14,9 °C.
Pe insula Grmožur se găsesc ruinele unei fortărețe ridicate în 1843 de turci, care a fost cucerită de muntenegreni la 24 ianuarie 1878, în cursul războiului de eliberare. În același an, a fost transformată în închisoare pentru criminali înrăiți, care nu știau să înoate. La începutul secolului al XX-lea au început să fie aduși aici și deținuți politici. În anul 1905, un puternic cutremur a distrus fortăreața, care nu a mai fost reclădită.